# Cephalophus spadix
Cephalophus spadix là một loài động vật có vú trong họ Bovidae, bộ Artiodactyla. Loài này được True mô tả năm 1890.

## Hình ảnh

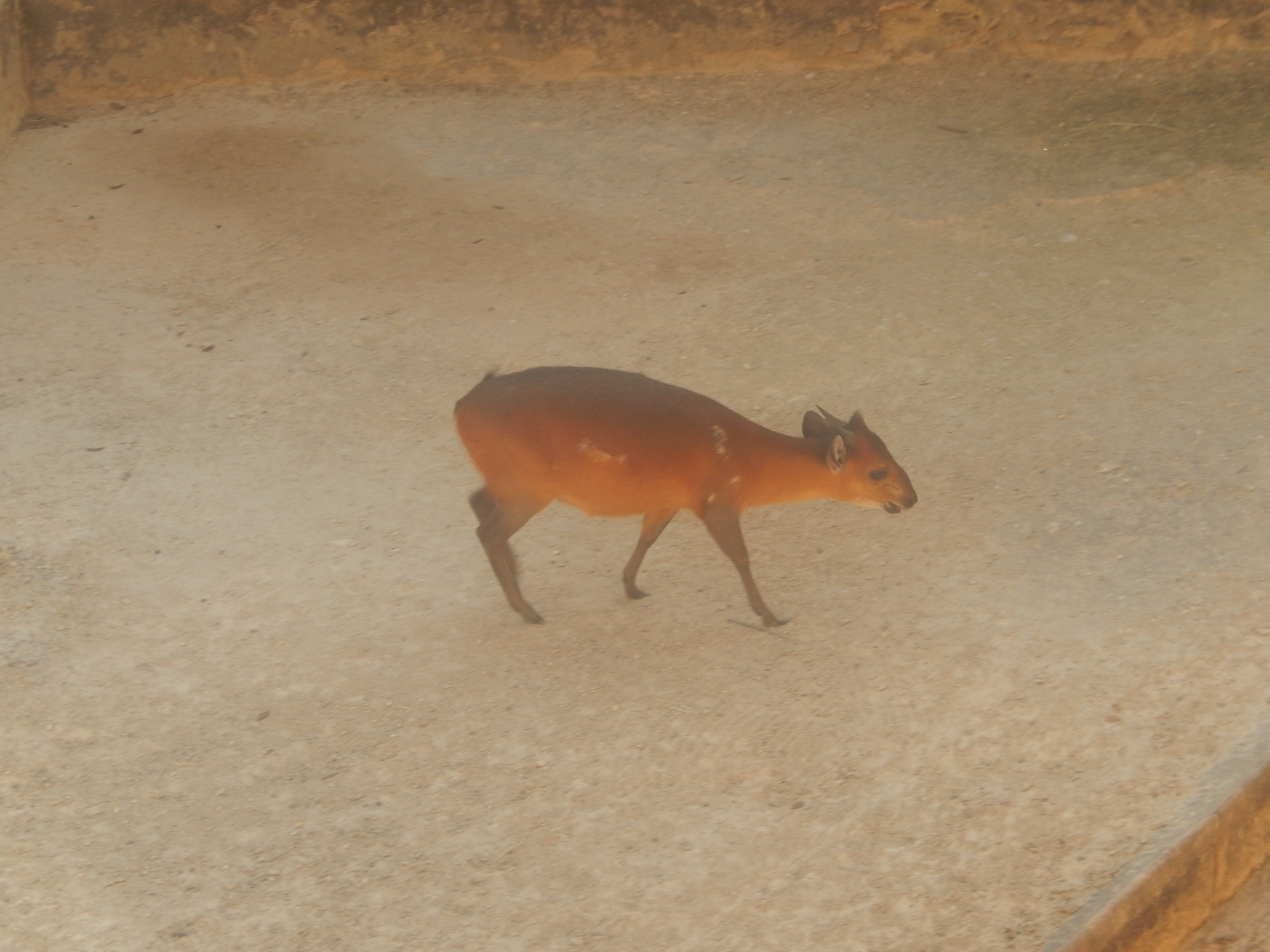